# De Havilland Engine Company
De Havilland Engine Company byla dceřinou společností firmy de Havilland Aircraft Company, což byl britský výrobce letounů. Společnost má své počátky v motorové divizi de Havilland Aircraft Company (Engine Division of the de Havilland Aircraft Company) z roku 1926, která vyráběla známé letecké motory de Havilland Gipsy. Společnost byla v roce 1961 začleněna do společnosti Bristol Siddeley, která se sama v roce 1966 stala součástí společnosti Rolls-Royce.

## Historie
Společnost byla oficiálně založena na letišti Stag Lane v únoru 1944. Později byla v roce 1946 přemístěna do továrny pronajaté britskou vládou v Leavesdenu, kde se dříve vyráběly letouny Handley Page Halifax. V současnosti se zde nacházejí Leavesdenské filmové ateliéry.
Zde pokračovala výroba jednoho z prvních proudových motorů s názvem de Havilland Goblin, který byl montován na poválečné proudové stíhačky de Havilland Vampire.
Později vyráběný proudový motor de Havilland Ghost poháněl první verze dopravních letounů de Havilland Comet a stíhačky de Havilland Venom.
Společnost později vyráběla turbohřídelový motor de Havilland Gnome, což byl vlastně licenčně vyráběný motor General Electric T58. V roce 1961 byla společnost pohlcena společností Bristol Siddeley, která se sama následně stala součástí společnosti Rolls-Royce v roce 1966.

## Výrobky

### Pístové motory

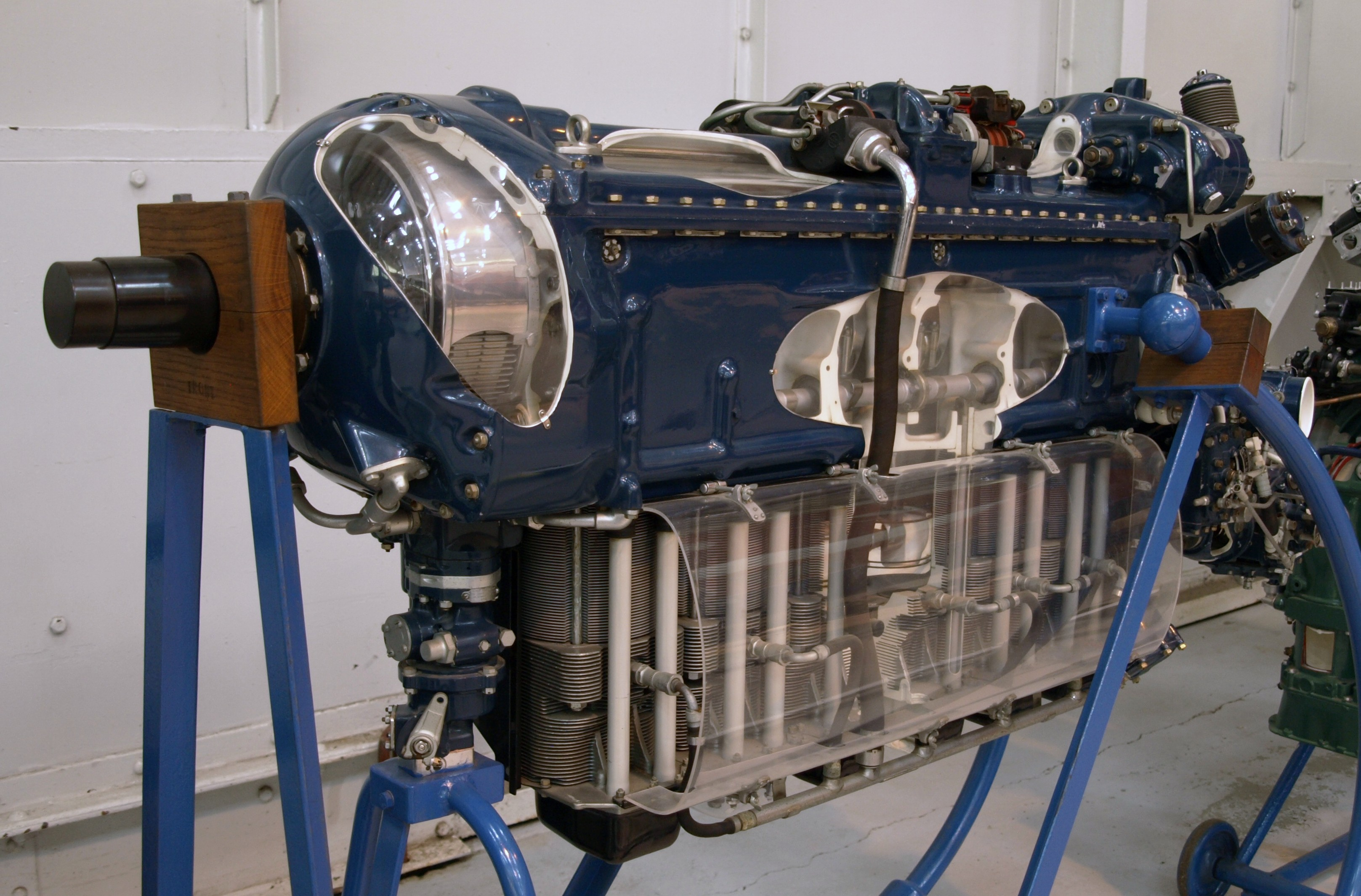
Motor de Havilland Gipsy Queen v muzeu RAF v Cosfordu

Společnost vyráběla následující pístové motory:
- de Havilland Ghost
- de Havilland Gipsy
- de Havilland Gipsy Minor
- de Havilland Gipsy Major
- de Havilland Gipsy Six
- de Havilland Gipsy Queen
- de Havilland Gipsy Twelve
- de Havilland Gipsy King

### Proudové motory
Společnost vyráběla následující proudové motory:
- de Havilland Ghost
- de Havilland Goblin
- de Havilland Gyron
- de Havilland Gyron Junior

### Turbohřídelové motory
Společnost vyráběla následující turbohřídelové motory:
- Rolls-Royce Gnome
- Rolls-Royce Gem

### Raketové motory
Společnost vyráběla následující raketové motory:
- de Havilland Sprite
- de Havilland Super Sprite
- de Havilland Spectre